# Thomas and the Magic Railroad
Thomas and the Magic Railroad är en brittisk-amerikansk fantasy äventyrsfilm som hade världspremiär den 14 juli 2000.  Filmen är regisserad av Britt Allcroft med bland annat Peter Fonda, Mara Wilson, Alec Baldwin, Didi Conn, Russell Means, Cody McMains och Michael E. Rodgers i rollerna. Filmen är baserad på TV-serien Thomas och vännerna.

## Rollista (röster)
| Alec Baldwin       | – Mr. Conductor     |
| Peter Fonda        | – Burnett Stone     |
| Mara Wilson        | – Lily Stone        |
| Michael E. Rodgers | – C. Junior         |
| Cody McMains       | – Patch             |
| Robert Tinkler     | – Older Patch       |
| Didi Conn          | – Stacy Jones       |
| Russell Means      | – Billy Twofeathers |
| Lori Hallier       | – Mrs. Stone        |
| Laura Bower        | – Tasha Stone       |